# La Guingueta d'Àneu
La Guingueta d'Àneu è un comune spagnolo di 316 abitanti situato nella comunità autonoma della Catalogna.
La chiesa di Sant Pere di Burgal fu decorata dal Maestro di Pedret.